# Макаровы
Макаровы — дворянские роды.
В Гербовник внесены три фамилии Макаровых:
1. Макаровы, потомки происшедшего от древнего дворянского рода сенатора Александра Семёновича Макарова (Герб. Часть VI. № 132).
2. Макаровы, потомки Алексея Васильевича Макарова, кабинет-секретаря Петра I Великого (Герб. Часть V. № 131).
3. Потомки контр-адмирала Степана Макарова (Герб. Часть XVI. № 75)[1].

## История рода
Опричниками Ивана Грозного числились Грач Прокофьевич и Алексей Семёнович Макаровы (1573).
Родоначальником одного из них был вологодский посадский Василий Макаров, живший в конце XVII веке. Из сыновей его Алексей воевода в Устьях Яик-реки (1651). Пётр Алексеевич крестник и сподвижник Петра Великого. Козьма — дьяк, а при Анне Иоанновне обер-кригскомиссаром. К этому роду принадлежит писатель Михаил Николаевич Макаров.
Этот род Макаровых внесён в VI часть родословной книги Владимирской и Московской губерний (Гербовник, V, 131).
Артиллерии майор Пётр Макаров пожалован императрицей Екатериной II 15 ноября 1791 года в дворянское достоинство Российской империи.
Есть ещё род Макаровых, восходящий к началу XVII века и внесённый в VI часть родословной книги Костромской губернии, и 98 родов Макаровых позднейшего происхождения.

## Описание гербов

#### Герб. Часть V. № 131.
Щит разделён горизонтально на две части, из коих в верхней в золотом поле изображена птица с ветвью во рту, летящая в левую сторону. В нижней части в голубом поле два золотых стропила, одно над другим означенные.
Щит увенчан дворянским шлемом с дворянской на нем короной, на которой видны два орлиных распростёртых чёрных крыла. Намёт на щите золотой, подложен голубым.

#### Герб. VI. № 132.
Щит разделён на четыре части, из которых первая и четвертая, разрезанные перпендикулярно надвое, имеют голубое и красные поля. В них изображены: на голубом поле в верхней - с правой стороны, а в нижней - с левой стороны по три золотые полосы, а на красном поле - по одному золотому ключу. Во второй части в золотом поле - идущий по земле направо бобр. В третьей части в золотом же поле поставлено дерево Ива. Щит увенчан дворянскими шлемом и короною, на поверхности которой видны два чёрных орлиных крыла и между ними серебряное сердце с пламенем. Намёт на щите золотой, подложенный голубым.

Герб рода Макаровых (ОГ 6, 132). Утверждён 25 января 1801 г. и удостоен вечной памяти и славы Императрицы Екатерины II и Государя Императора Павла I.

#### Герб. Часть XVI. № 75.
Герб контр-адмирала Степана Макарова: в серебряном щите накрест два голубых трезубца, зубьями вверх. По четырем сторонам по черной горящей гранате с красным пламенем. Над щитом дворянский коронованный шлем. Нашлемник - пять страусовых перьев: среднее - чёрное, второе и четвертое - серебряные, крайние - голубые. Намёт справа голубой, слева чёрный, подложен серебром.

#### Герб Макарова Петра
Щит разделён диагонально с левой стороны направо, красною полосою, в которой изображены три красные гранаты. В верхней части, в чёрном поле, золотая мортира, в знак продолжаемой им в артиллерии службы. В нижней части, в золотом поле, ветвь груши с тремя на оной висящими плодами натурального цвета, означающие добропорядочную и усердную его при штатских делах службу. Щит увенчан обыкновенным дворянскими шлемом. Намёт: золотой, подложен зелёным.

## Известные представители
- Макаров Пётр Степанович — генерал-майор, кавалер Святого Георгия 3-й степени за сражение под Кульмой (1813).
- Макаров — хорунжий Войска донского, убит в сражении под Вязьмой (22 октября 1812), его имя занесено на стене храма Христа Спасителя в г. Москва.